# 戴福

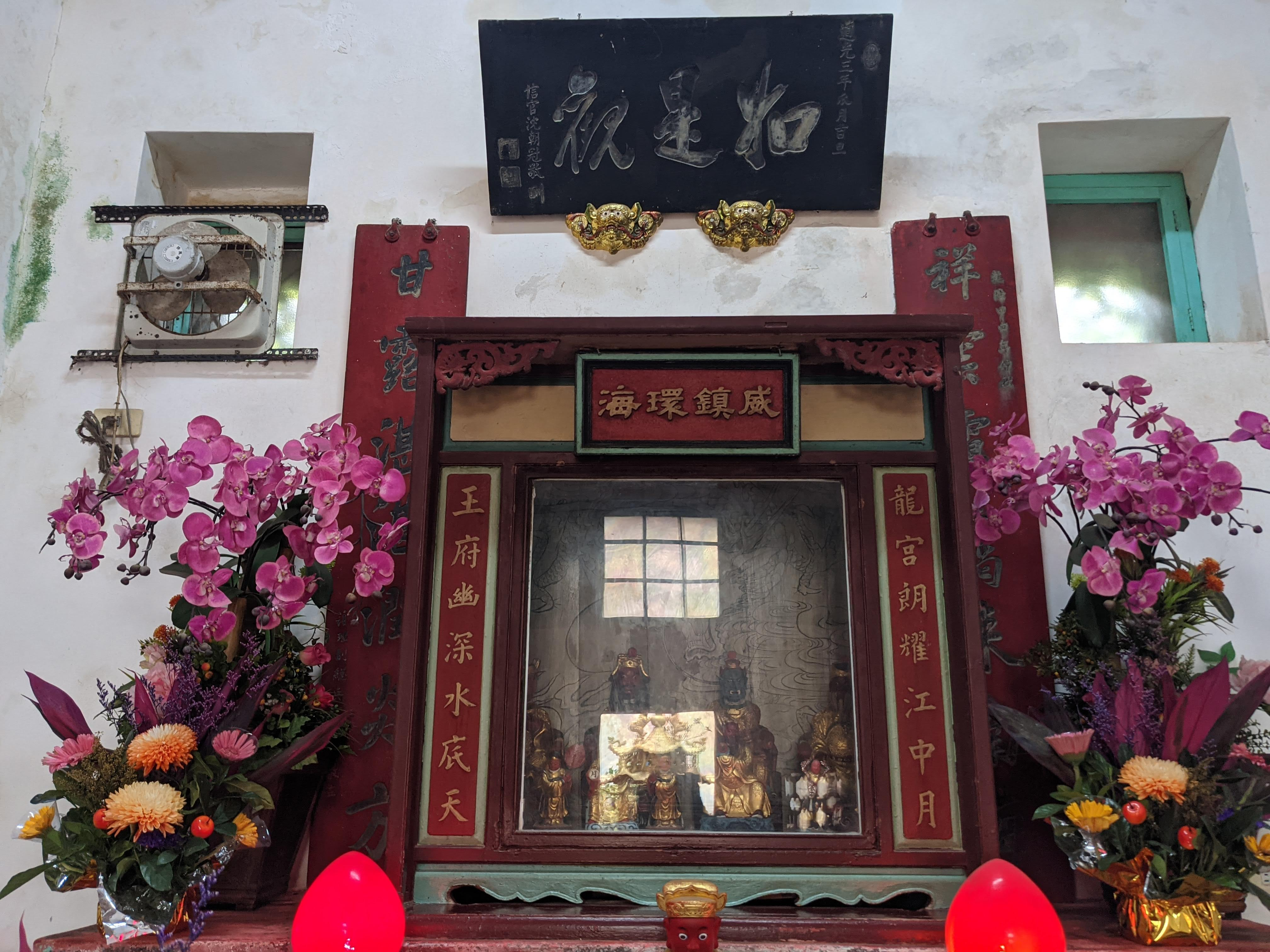
「祥雲甘露楹聯」，展示於觀音亭東廂房。

戴福為中國清朝武官官員，本籍浙江。行伍出身的戴福於1764年（乾隆29年）以游擊身分奉旨接替江起蛟，出任澎湖水師協護理副將。而隸屬台灣鎮之下的此官職職等為正二品，是台灣清治時期的這階段，扼守台灣海峽的重要武將，並統帥兩標水營，數千名水師兵勇。
乾隆二十九年（1764年），澎湖觀音亭重修落成，戴福敬獻一組祥雲甘露楹聯，年款：「乾隆甲申年仲秋」，上聯：「祥雲靄靄來南海」、下聯：「甘露湛湛潤炎方」，落款：「護理副總兵官戴福敬立」，亦為澎湖觀音亭收藏年份最早的文物。